# Candamo
Candamo (in castigliano) o Candamu (in asturiano) è un comune spagnolo situato nella comunità autonoma delle Asturie. Nelle località del territorio comunale di Santoseso,  San Tirso,  Aces, Fenolleda, San Román, Grullos, Murias e Cuero scorre il fiume Nalón.